# Efferia halli
Efferia halli là một loài ruồi trong họ Asilidae. Efferia halli được Wilcox miêu tả năm 1966. Loài này phân bố ở vùng Tân Bắc giới.